# Chiesa di Santa Maria del Lacco
La chiesa di Santa Maria del Lacco è una chiesa ubicata a Ravello, nella frazione di Lacco.

## Storia
La chiesa fu costruita nel XVI secolo sul sito dove precedentemente era un'altra chiesa, quella di Sant'Antonio a Lacco, andata distrutta o durante il conflitto tra gli Aragonesi e gli Angioini oppure nel 1437 a causa delle diatribe tra le comunità locali. Venne edificata più piccola rispetto alla precedente, con una sola navata, altare maggiore e due altari laterali: questi ultimi due risultano scomparsi nelle descrizioni di una visita pastorale effettuata dal vescovo Francesco Bennio nel 1604; sull'altare maggiore era presente, nel 1577, un quadro Vergine coi santi Sebastiano e Rocco e sulla destra uno dedicato a Sant'Antonio. Risulta inoltre che nel XVII secolo era presente un campanile, poi crollato, con due campane su cui su una era incisa la raffigurazione della Madonna del Bambino e l'altra invece donata dal parroco Alessandro Di Lieto e Domenico Capezza nel 1648.
Le precarie condizione in cui la chiesa versava durante la metà del XVIII secolo richiesero lavori di restauro: venne decorata in stile barocco e fu edificata la sacrestia sui resti di un antico mulino. Nel 1764 era presente un confessionale realizzato da Angiolo Antonio Guerrasio e decorato da Pasquale Grimaldi; alla fine del XVIII secolo fu montano nei pressi dell'ingresso l'organo, sostituito poi nel 1812 da uno proveniente dal monastero della Santissima Trinità, arrivato assieme a una statua di San Luigi. Nel 1886 fu nuovamente restaurata. All'inizio del XX secolo venne fondata al suo interno la congregazione dei Luigini; fu ristrutturata tra il 1985 e il 1990 e tra il 2006 e il 2009, anni in cui fu posato il pavimento marmoreo.

## Descrizione
La chiesa è posta nei pressi della porta nord nelle antiche mura di Ravello: la facciata è a capanna, con un solo portale d'ingresso centrale, sormontato da una nicchia dov'è posta una raffigurazione in maiolica della Vergine; ai lati sono due finestre ad arco ogivale e sulla sommità, al centro, un oculo.
Internamente è a pianta rettangolare, a navata unica con volta a botte: un arco trionfale divide la navata dall'abside poligonale, sul cui fondo è l'altare maggiore; la zona del presbiterio è coperta da una semicupola dove sono posti degli ovali dipinti da Pietro Coppola alla fine del XVIII secolo raffiguranti Santa Caterina, Sant'Agnello, San Vito e San Giorgio. Sulla controfacciata è la cantoria. Lungo la navata si aprono due archi su ogni lato: il primo è cieco mentre il secondo funga da cappella; in particolare, quella a destra, ha un altare e un affresco recuperato nel 1769 dalla chiesa di Sant'Agostino ritraente la Madonna delle Grazie con i santi Sebastiano e Lucia. Sull'altare maggiore è una tela del 1574 di Bonaventura Deliani Assunta tra i santi Carlo Borromeo, Romualdo, Onofrio e Luigi Gonzaga. Presso la controfacciata, sul muro destro della navata, è l'ingresso alla sagrestia: questa è di pianta trapezoidale, con copertura a volta e permette l'accesso, tramite una scala, alla torre campanaria, alla cantoria e altri ambienti di servizio.